# Georges Dassis
Georges Dassis (en grec Γιώργος Ντάσης), est un syndicaliste grec. Il a été élu président du Comité économique et social européen (CESE) pour la période 2015-2018. Ancien résistant à la dictature des colonels en Grèce, il représente à partir de 1981 les syndicats dans de nombreuses organisations grecques, européennes et internationales.

## Biographie
Né en Grèce, il est aussi francophone et italophone. Entré très jeune dans le syndicalisme, il s'est opposé à la dictature des colonels (1967-1974) et a été réfugié politique.
Il affirme dans une interview d'EurActiv en mai 2011 que la solidarité dont il a bénéficié en tant que réfugié politique, de la part de ceux qu'il appelle ses « camarades syndicalistes belges, français, italiens, allemands, scandinaves... » l'a convaincu de l'importance de l'intégration européenne pour la paix.

## Activités syndicales
Georges Dassis a milité plusieurs années à la Fédération Générale du Travail de Belgique (FGTB), où il a été permanent de l'équipe nationale de 1976 à 1980. Nommé représentant de la Confédération Générale du Travail de Grèce (GSEE) à la Confédération Européenne des Syndicats (CES) en 1981, il deviendra membre du Comité Exécutif de la CES dès 1982. Il sera représentant à la Confédération Syndicale Internationale (CSI) et au Bureau International du Travail (BIT). Il est membre fondateur de l'Institut du Travail de la GSEE, créé en 1990.

## Activités et fonctions au CESE
Membre du CESE de 1981 à 1990, il préside la section régionale à partir de 1986. Après son retour au CESE en 2004, il y occupera plusieurs fonctions : président de la section régionale du CESE (1986-1990), président de la section ECO du CESE (2004-2008).
Président du Groupe des travailleurs (2008-2015).
Après son élection à la présidence du CESE, c'est Gabriele Bischoff, syndicaliste allemande et membre de la Confédération allemande des syndicats, qui lui succède à la tête du Groupe des travailleurs du CESE en octobre 2014.

## Vision de l'Union européenne
Favorable à davantage d'intégration européenne, Georges Dassis critique les politiques économiques mises en place par l'Union européenne pour répondre à la crise économique depuis 2008 et avant. Il affirme que la réponse de l'Union européenne à la crise, et notamment la politique d'austérité, entraîne une « régression extrêmement grave [...] des droits sociaux en Europe ».
Dans son programme pour la présidence du CESE, il propose que l'Europe s'occupe « d'abord [...] de soulager la pauvreté extrême, investir dans l'emploi des jeunes, dans des projets d'infrastructure, de recherche et d'innovation ».

## Promotion durevenu de baseou durevenu minimum?
Georges Dassis est le rapporteur de l'avis de 2013 par lequel le CESE a demandé l'instauration d'un « revenu minimum européen ». Il défend cette idée depuis plusieurs années, et a choisi de rappeler cette proposition dans sa première tribune sur EurActiv en tant que président du CESE.
Le titre de la tribune (« Le nouveau président du CESE défend le revenu de base ») laisse entendre que le revenu minimum européen défendu par le CESE est un revenu de base, ce qui est inexact. En effet, l'avis du CESE prend soin de préciser que le Revenu minimum garanti (RMG) européen ne doit pas être confondu avec un salaire minimum ou un revenu de base. Le choix du titre de la tribune peut être imputé alternativement à la rédaction d'EurActiv ou au président Georges Dassis dans sa fonction. Le titre de la version anglaise de l'article étant différent, il est plus probable que l'inexactitude soit le fait de la rédaction d'EurActiv.